# Neuvy-Pailloux
 Neuvy-Pailloux  es una población y comuna francesa, en la región de  Centro, departamento de Indre, en el distrito de Issoudun y cantón de Issoudun-Sud.

## Demografía
| 1224 | 1185 | 1261 | 1419 | 1250 | 1158 |
| Para los censos de 1962 a 1999 la población legal corresponde a la población sin duplicidades (Fuente: INSEE [Consultar]) |      |      |      |      |      |